# Нуринский район (Астана)
Нуринский район или район «Нура» (каз. Нұра ауданы / Nūra audany) — административно-территориальная единица города Астаны. Район создан в 2022 году. Образован из части территорий Есильского района. Площадь — 19 336 га.

## Название
В 2022 году был создан новый район в Астане на территории Талдыкольских озер. Акимат предложил дать ему название Нуринский. Однако народ выступил против этого названия из-за того, что Нуринский район также есть в Карагандинской области, а река Нура в новом районе не протекает. Поскольку на территории нового района расположены Талдыкольские озера, поступило предложение назвать его Талдыкольским.

## Границы района
Границы нового района проходят по реке Есиль в западной части города на восток до проспекта Кабанбай-батыра, далее вдоль по нечетной стороне проспекта Кабанбай батыра и западной стороне шоссе Каркаралы до южных границ города.

## Достопримечательности
- Талдыкольские озера (осушается, застраивается незаконно)

## Акимы
- Жумагулов, Жусуп Рахатович (04.2023-08.2024)
- Турдыбеков, Ришат Уалиханович (с 27.08.2024)